# Diaphorus submixtus
Diaphorus submixtus är en tvåvingeart som beskrevs av Becker 1922. Diaphorus submixtus ingår i släktet Diaphorus och familjen styltflugor. Inga underarter finns listade i Catalogue of Life.